# Joseph Sherman
Pour les articles homonymes, voir Sherman.
Joseph Sherman est un poète et un écrivain canadien né à Bridgewater en 1945 et décédé le 9 janvier 2006.
Il était une figure littéraire bien connue de l'Île-du-Prince-Édouard. Après avoir fait ses études à l'Université du Nouveau-Brunswick, il enseigna l’anglais à Edmundston de 1970 à 1979 avant de s’installer à Charlottetown où il deviendra l’éditeur du magazine ARTSatlantic. Récompensé du prix Betty and Morris Aaron-Henry Fuerstenberg, il était aussi membre de l’Ordre du Canada.

## Principales publications
- Birthday, (New Brunswick Chapbooks, 1969).
- Chaim the Slaughterer, (Oberon Press, 1974)[1].
- Thought Games/Other Voices, (The League of Canadian Poets, 1983).
- Translations Two, (autoédition, 1984).
- Transcription (9 years after), (CCAG&M, 1998).
- American Standard and Other Poems, (Oberon Press, 1999).
- Worried into Being: An Unfinished Alphabet, (Oberon Press, 2005).
- Beautiful Veins, (Acorn Press, 2006).